# Ulrich Conrads
Ulrich Conrads (* 27. Oktober 1923 in Bielefeld; † 28. September 2013 in Berlin) war einer der wichtigsten deutschen Architekturkritiker, Stadtplanungskritiker und Publizisten der zweiten Hälfte des 20. Jahrhunderts.

## Leben
Seine Schulzeit verbrachte Conrads in Wuppertal und Solingen, nach seinem Abitur im Frühjahr 1942 verbrachte er die Zeit bis Mai 1945 „im Krieg“. Er wurde mehrmals verwundet. Von 1946 bis 1951 studierte Conrads in Marburg Kunstgeschichte, Archäologie, vergleichende Literaturwissenschaft, Philosophie, Soziologie und Theaterwissenschaft. 1951 wurde er mit einer Dissertation über Dämonen und Drolerien an französischen Kirchenbauten des 12. Jahrhunderts promoviert. Von 1950 bis 1952 war er Redaktionsassistent von Leopold Zahn bei der Monatszeitschrift Das Kunstwerk. Von 1952 bis 1954 war er Redakteur der Monatszeitschrift baukunst und werkform, die er leitend von 1954 bis 1957 weiterführte. Einem breiteren Publikum bekannt wurde Conrads durch die Sendereihe Neues Bauen – in unserer Zeit, die von 1960 bis 1972 vom RIAS Berlin ausgestrahlt wurde. Aufzeichnungen der rund 800 Sendungen befinden sich im Ulrich-Conrads-Archiv der BTU Cottbus.
Für mehr als drei Jahrzehnte, von Juli 1957 bis Ende 1988, war Conrads Chefredakteur der in Berlin wöchentlich erscheinenden Bauwelt. 1964 gründete er zusammen mit Gerd Albers, Kurt Eggeling, Klaus-Jakob Thiele und Klaus Winter die Stadtbauwelt als Vierteljahresschrift der Bauwelt, deren Zielgruppe Architekten, Stadtplaner und Städtebauer sind, und deren Chefredakteur er ebenfalls bis 1988 war. 1963 gründete Conrads die Buchreihe Bauwelt Fundamente, die mit inzwischen 150 Titeln umfangreichste deutschsprachige Buchreihe zur Theorie der Architektur und des Städtebaus. 1981 gründete er mit Norbert Miller, Werner Oechslin, Bernhard Schneider und Anna Teut das zweisprachige (Deutsch und Englisch) Daidalos – Berlin Architectural Journal, als dessen Herausgeber und Chefredakteur er bis 1992 tätig war.
Der Deutsche Städtebaupreis wurde 1980 durch Ulrich Conrads, zusammen mit der Bank für Gemeinwirtschaft initiiert, und nach ihrem langjährigen Vorstandsvorsitzenden Walter Hesselbach benannt. Seit 2006 wird der Preis von der Wüstenrot Stiftung in Zusammenarbeit mit der Deutschen Akademie für Städtebau und Landesplanung e. V. weitergeführt.
Seit 1981 war Conrads Mitglied der Sektion Baukunst der Freien Akademie der Künste in Hamburg.
Ein Großteil seines Vorlasses (Texte, Filme, Dokumente und Aufzeichnungen seiner Rundfunksendungen) befindet sich seit 2005 im Ulrich-Conrads-Archiv des Informations-, Kommunikations- und Medienzentrums (IKMZ) der BTU Cottbus. Seine private Bibliothek hat er der Universitätsbibliothek der Bauhaus-Universität Weimar übergeben.
Ulrich Conrads starb kurz vor seinem 90. Geburtstag in Berlin.

## Auszeichnungen
- 1967 BDA-Preis für Architekturkritik
- 1978 Ehrengabe des Deutschen Nationalkomitees für Denkmalschutz
- 1990 Ehrendoktorwürde der Technischen Universität Braunschweig[14]
- 2001 Ehrendoktorwürde der Brandenburgischen Technischen Universität Cottbus[3][15]
- 2002 Verdienstkreuz am Bande des Verdienstordens der Bundesrepublik Deutschland[16][17]
- 2004 Kritikerpreis des Verbandes der Deutschen Kritiker (Berlin)[18]

## Veröffentlichungen (Auswahl)
- Dämonen und Drolerien an romanischen und gotischen Kirchenbauten Frankreichs. Ein Beitrag zur Charakteristik zweier Bereiche mittelalterlichen Plastik. Marburg 1950 (Dissertation, Universität Marburg, 1951).
- mit Hans G. Sperlich: Phantastische Architektur. Hatje, Stuttgart 1960; 2., unveränderte Auflage 1983, ISBN 3-7757-0179-6.
- Hrsg.: Programme und Manifeste zur Architektur des 20. Jahrhunderts (= Bauwelt Fundamente. Band 1). Ullstein, Berlin 1964.
- Architektur: Spielraum für Leben. Ein Schnellkurs für Stadtbewohner. Eingerichtet und vorgetragen von Ulrich Conrads. Auf Buchseiten gebracht von Sabine Barth. Bertelsmann, München/Gütersloh/Wien 1972, ISBN 3-570-08880-4.
- Umwelt Stadt. Argumente und Lehrbeispiele für eine humane Architektur. Rowohlt, Reinbek bei Hamburg 1974, ISBN 3-499-16885-5.
- Hrsg.: Um uns die Stadt 1931. Anthologie neuer Großstadtdichtung. Bauwelt Fundamente Band 75, Vieweg & Sohn, Braunschweig 1986.[19]
- Hrsg. mit Peter Neitzke: Mensch und Raum. Das Darmstädter Gespräch 1951. Mit den Vorträgen von Schwarz, Schweizer, Heidegger, Ortega y Gasset. Neuausgabe: Vieweg, Braunschweig 1991 (= Bauwelt-Fundamente. Band 94), ISBN 978-3-528-08794-4.
- Hrsg.: Die Bauhaus-Debatte 1953: Dokumente einer verdrängten Kontroverse (= Bauwelt Fundamente. Band 100). Braunschweig, Vieweg, Wiesbaden 1994.
- Redaktion: 20 Jahre Deutscher Städtebaupreis: 1980–2000. Möller, Frankfurt 2000.
- Hrsg. mit Eduard Führ und Christian Gänshirt: Zur Sprache bringen. Kritik der Architekturkritik. Waxmann, Münster 2003, ISBN 3-8309-1304-4.
- Hrsg.: Die Städte himmeloffen. Reden und Reflexionen über den Wiederaufbau des Untergegangenen und die Wiederkehr des Neuen Bauens 1948/49 (= Bauwelt Fundamente. Band 125). Birkhäuser, Basel 2003, ISBN 3-7643-6903-5.
- Zeit des Labyrinths: Beobachten, Nachdenken, Feststellen 1956–2006 (= Bauwelt Fundamente. Band 136). Birkhäuser, Basel 2007, ISBN 978-3-7643-7821-9.